# Benizalón
Benizalón ist ein Ort und eine spanische Gemeinde in der Comarca Filabres-Tabernas der Provinz Almería in der Autonomen Gemeinschaft Andalusien. Die Bevölkerung von Benizalón betrug 2024 aus 252 Einwohnern. 

## Geografie
Benizalón liegt im Landesinneren der Provinz Almería in einer Höhe von ca. 935 m. Die Provinzhauptstadt Almería liegt in etwa 42 Kilometer südsüdwestlicher Entfernung. 

## Bevölkerungsentwicklung
| Jahr      | 1970 | 1981 | 1991 | 2001 | 2011 | 2021 |
| Einwohner | 488  | 504  | 346  | 291  | 299  | 263  |

## Sehenswürdigkeiten
- Marienkirche (Iglesia de la Virgen de las Angustias) aus dem 16. Jahrhundert
- Kapelle Unser Lieben Frau von Monteagud (Ermita de Nuestra Señora de Monteagud)

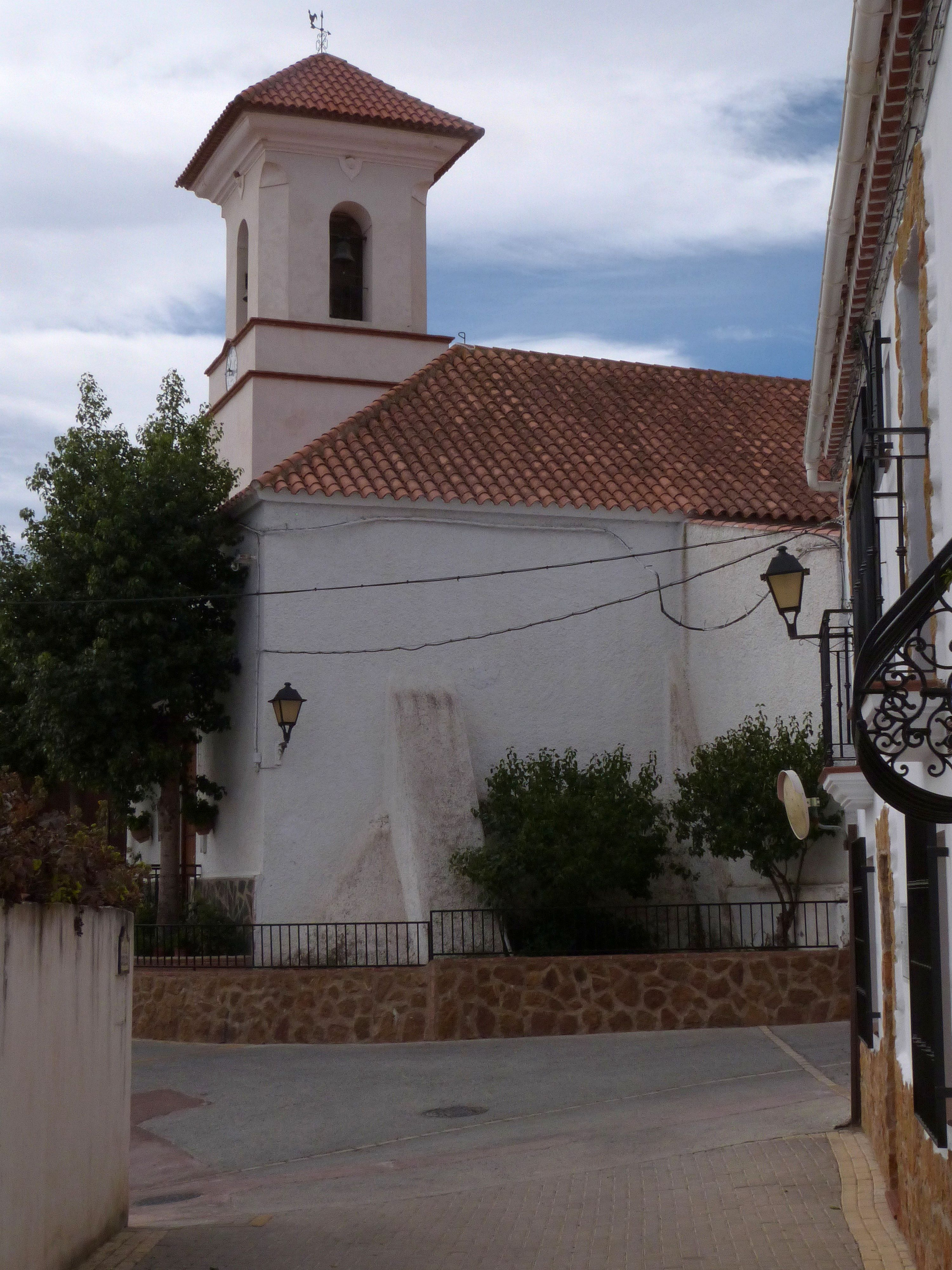
Marienkirche